# República Popular China en los Juegos Paralímpicos de Turín 2006
La República Popular China estuvo representada en los Juegos Paralímpicos de Turín 2006 por siete deportistas, cuatro hombres y tres mujeres. El equipo paralímpico chino no obtuvo ninguna medalla en estos Juegos.